# 38e régiment d'artillerie
Pour les articles homonymes, voir 38e régiment.
Le 38e régiment d'artillerie (38e RA) est une unité d'artillerie de l'armée française, créée en 1873.

## Création et différentes dénominations
- 28 septembre 1873 : Formation du 38e régiment d'artillerie
- 1883 : devient 38e régiment d'artillerie de campagne

## Colonels et chefs de corps
- 28 septembre 1873 : Jean Victor Alfred Tricoche
- 1880 : colonel Saillard
- 1886 : colonel Pothier
- 1890 : colonel Murjas
- 1894 : colonel Richard
- 1896 : colonel Maggiolo
- 3 août 1914 : colonel Vitu de Kerraoul
- décembre 1915 : lieutenant-colonel Carvalho
- 1917 : lieutenant-colonel Maillard

## Historique des garnisons, combats et batailles

### De 1873 à 1914
Le 38e régiment d'artillerie est formé à Valence le 28 septembre 1873 lors de la réorganisation des corps d'artillerie français, avec :
- 2 batteries provenant du 5e régiment d'artillerie
- 3 batteries provenant du 6e régiment d'artillerie
- 3 batteries provenant du 19e régiment d'artillerie
- 1 batterie provenant du 30e régiment d'artillerie

Le régiment fait partie de la 15e brigade d'artillerie.
En 1881-1882, une partie du régiment participe à la campagne de Tunisie.
En 1885-1886, une partie du régiment participe à l'expédition du Tonkin.
En 1895-1896, un détachement, composé de 2 batteries de montagne, 2 batteries montées de 80 mm, 2 sections de munitions et 2 sections de parc, participe à l'expédition de Madagascar et est engagé à la prise de Tananarive.

### Première Guerre mondiale
Caserné à Nîmes, le 38e régiment d'artillerie de campagne, composé de 4 groupes, de 12 batteries de 75, fait partie de la 15e brigade d'artillerie et est attaché au 15e corps d'armée

#### 1914
- Bataille des Frontières
- Grande Retraite
- Bataille de la Marne

## Traditions du38erégimentd’artillerie

### Étendard
Il porte, cousues en lettres d'or dans ses plis, les inscriptions suivantes :
- Extrême-Orient 1884-1885
- Madagascar 1895
- Maroc 1912-1913
- La Mortagne 1914
- Verdun 1916
- Saint-Quentin 1918

## Personnalités ayant servi au38eRA
- Marcel Riffard[2]

## Sources et bibliographie
- Louis Susane : Histoire de l'artillerie Française
- Historiques des corps de troupe de l'armée française (1569-1900)
- Historique du 38e régiment d'artillerie de campagne durant la guerre de 1914-1918